# Michael Horne
Michael Allan Horne (18 de enero de 1943-19 de enero de 2019)  fue un físico estadounidense especialista en mecánica cuántica, conocido por su trabajo sobre los fundamentos de la mecánica cuántica y ser uno de los contribuyentes de los experimentos que probaron la mecánica cuántica, junto con Bell, Shimony y Clauser, recibiendo su grupo un nobel compartido en física por ello, en 2022.

## Biografía
Tras estudiar en la Universidad de Mississippi y obtener su doctorado en física en la Universidad de Boston junto con Abner Shimony, Horne enseñó en Stonehill College, una escuela católica en Easton, en el sur de Boston.
Horne junto con su compañero Abner Shimony, y otros destacados investigadores como John Clauser y Richard A. Holt, desarrolló la desigualdad CHSH para probar y permitiendo probar, experimentalmente, el teorema de Bell (la prueba fue realizada en 1972 por John Clauser y Stuart Freedman). En 1975, en colaboración con Clifford Shull en el MIT, comenzó a investigar la interferometría de neutrones (en esos momentos, Sam Werner en la Universidad de Missouri y Helmut Rauch y Anton Zeilinger en la Universidad de Viena estaban ya desarrollando experimentos de interferencia de neutrones). Esto llevó a un encuentro con Daniel Greenberger, que ya había propuesto teóricamente la interferometría de neutrones para la gravitación en los años 1960 y también estaba interesado en el experimento de Shull, y más tarde con Zeilinger (en Grenoble 1978).
En 1989, junto con Daniel Greenberger y Anton Zeilinger sus investigaciones dio lugar a la introducción de lo que se denomina los estados entrelazados cuánticos de tres subsistemas (estados de Greenberger-Horne-Zeilinger). Éste se había realizado experimentalmente por primera vez en 1998pero las aportaciones de Horne, Greenberger y Zeilinger suponen una mejora conceptual con respecto a los experimentos basados en las desigualdades de Bell, como la violación del realismo local, la cual se había convertido en una consecuencia determinista predicha por la física cuántica, aunque criticada por quedar sin demostrar experimentalmente. Estos estados GHZ suponen un papel fundamental en la teoría de la información cuántica al ser los primeros ejemplos de entrelazamiento cuántico con más de dos partículas. Gregg Jaeger, Horne y Abner Shimony, más tarde encontraron una nueva relación (de complementariedad de visibilidad interferométrica) en la interferometría cuántica de dos partículas.

## Trabajos seleccionados
- Clauser, J. F., Horne, M. A., Shimony, A., & Holt, R. A. (1969). Proposed experiment to test local hidden-variable theories. Physical Review Letters, 23(15), 880.
- Clauser, A. S. J., Horne, M., & Holt, R. A. (1970). A comprehensive design and performance analysis of low earth orbit satellite quantum communication. Phys. Rev. Lett, 24, 549.
- Clauser, J. F., & Horne, M. A. (1974). Experimental consequences of objective local theories. Physical Review D, 10(2), 526.
- Bell, J. S., Shimony, A., Horne, M. A., & Clauser, J. F. (1985). An exchange on local beables. Dialectica, 85-110.
- Greenberger, D. M., Horne, M. A., Shimony, A., & Zeilinger, A. (1990). Bell’s theorem without inequalities. American Journal of Physics, 58(12), 1131-1143.
- Żukowski, M., Zeilinger, A., Horne, M. A., & Ekert, A. K. (1993). ‘‘Event-ready-detectors’’Bell experiment via entanglement swapping. Physical Review Letters, 71(26), 4287.